# 184 (число)
Вижте пояснителната страница за други значения на 184.
184 (сто осемдесет и четири) е естествено, цяло число, следващо 183 и предхождащо 185.
Сто осемдесет и четири с арабски цифри се записва „184“, а с римски цифри – „CLXXXIV“. Числото 184 е съставено от три цифри от позиционните бройни системи – 1 (едно), 8 (осем), 4 (четири).

## Общи сведения
- 184 е четно число.
- 184-тият ден от годината е 3 юли.
- 184 е година от Новата ера.